# Gramaticopoulosita
La gramaticopoulosita és un mineral de la classe dels elements natius. Rep el nom per Tassos Grammatikopoulos (n. 1966), geocientífic de la SGS Canada Inc., per la seva contribució a la investigació de la mineralogia econòmica i els jaciments minerals de Grècia.

## Característiques
La gramaticopoulosita és un fosfur de fórmula química NiVP. Va ser aprovada com a espècie vàlida per l'Associació Mineralògica Internacional l'any 2019. Cristal·litza en el sistema ortoròmbic. Estructuralment es troba relacionada amb la florenskiïta.
L'exemplar que va servir per a determinar l'espècie, el que es coneix com a material tipus, es troba conservat a les col·leccions del Museu d'Història Natural de la Universitat de Pisa (Itàlia), amb el número de catàleg: 19,911.

## Formació i jaciments
Va ser descoberta a la prospecció Aghio Stefanos, situada a la localitat de Domokós, a Ftiòtida (Grècia Central, Grècia), on es troba en forma de petits cristalls (des de 5 μm fins a uns 80 μm) i es presenta com a grans aïllats. Normalment es troba associada a altres minerals com la tsikourasita, el niquelfosfur o l'awaruïta. Es tracta de l'únic indret de tot el planeta on ha estat descrita aquesta espècie mineral.